# Ясная Поляна (Новоодесский район)
Ясная Поляна (укр. Ясна Поляна) — село в Новоодесском районе Николаевской области Украины.
Основано в 1924 году. Население по переписи 2001 года составляло 194 человек. Почтовый индекс — 56624. Телефонный код — 5167. Занимает площадь 0,911 км².

## Местный совет
56622, Николаевская обл., Новоодесский р-н, с. Дымовское, ул. Мира, 4